# Chytranthus mortehanii
Chytranthus mortehanii är en kinesträdsväxtart som först beskrevs av De Wild., och fick sitt nu gällande namn av De Voldere och Lucien Leon Hauman. Chytranthus mortehanii ingår i släktet Chytranthus och familjen kinesträdsväxter. Inga underarter finns listade i Catalogue of Life.